# SEWA (association)
Pour les articles homonymes, voir Sewa.
SEWA (en anglais : Self-Employed Women's Association) ou Association des travailleuses indépendantes est une ONG indienne. Elle a été créée en 1972 par le docteur Ela Bhatt. Son siège est à Ahmedabad, dans l'État du Gujarat. Cette association aide les femmes en Inde en leur proposant des outils pour s'organiser, et devenir auto-suffisantes dans un objectif de plein-emploi. Les actions sont déclinées à travers trois axes : offre de services leur étant destinés, accès au marché et lutte pour l'égalité de traitement. Ce travail de facilitation passe par l'aide à la mise en place de petits groupes d'auto-assistance. Le public auquel s'adresse l'association est celui des femmes exerçant une activité indépendante ou pilotant une petite entreprise, et qui ne parviennent pas à intégrer en tant que salariées le secteur organisé du travail, ce qui leur donnerait accès à une couverture sociale. Plus de 94 % de la main-d'œuvre féminine en Inde relève du secteur informel. L'association compte 1,7 million d'adhérentes en 2012.
L'association SEWA est récipiendaire du prix Nobel alternatif (1984).

## Typologie des adhérentes
À ses débuts, l'association regroupait un petit noyau de femmes très pauvres. En 2010, elle regroupe plus d'un million de femmes réparties sur 14 districts sur l'ensemble de l'Inde, et 1,7 million en 2012. Cette année-là, plus de 900 000 des adhérentes sont localisées dans l'État du Gujarat, et 54,6 % d'entre elles vivent dans le monde rural, alors qu'à l'origine, la population urbaine était majoritaire, en raison de l'origine de l'association. L'association distingue 4 familles de métiers-cibles auxquelles elle s'adresse :
- vendeuses et colporteuses ;
- travailleuses à domicile (potières, couturières, cuisinières) ;
- main-d'œuvre manuelle et prestation de services : ouvrières agricoles, ouvrières du bâtiment, travailleuses à la journée, conductrices de charrettes à bras, portefaix, domestiques, blanchisseuses… de la tête - chargeurs, les travailleurs domestiques et les travailleurs de blanchisserie. En plus de ces trois catégories, il est émergence d'une autre catégorie de travailleuses ;
- activités de production et de services impliquant des investissements préalables en capital et main-d'œuvre pour pouvoir être menés à bien, tels qu'agriculture, élevage, travail du sel, récolte de la gomme…

En 2006, le secteur le plus représenté était celui de la main-d'œuvre et prestation de services.

## Activités
L'aide à la constitution de groupes auto-gérés en vue d'échanger sur et de résoudre des problématiques communes se fait par le biais de formations dispensées par des instructeurs choisis dans les communautés pour l'alphabétisation dite « fonctionnelle » si nécessaire, et par des organisations professionnelles dans les domaines de la gestion, du management de base (aptitude au commandement), et des principes de l'action collective.
D'autre part, des centres de ressources, s'appuyant sur les groupes d'auto-assistance, proposent dans les villages ruraux à ses membres des semences à prix réduit par le biais de ses coopératives, et dispense des conseils techniques et des informations sur le marché.
L'une de ses coopératives, la plus importante, est la Banque SEWA, qui en 2008 dénombrait 300 000 comptes ouverts, pour un total de dépôts de 16,6 millions de dollars.
L'association propose depuis 1992 des assurances santé, utilisées par environ 110 000 membres. Initialement, cette assurance était obligatoire pour toutes les emprunteuses auprès de la SEWA, puis a été rendue facultative, à la suite de quoi 80 % des adhérentes ont renoncé à cotiser.